# HTC Keilaniemi
Le centre de haute technologie de Keilaniemi (en finnois : HTC Keilaniemi) est un complexe d'immeubles de bureaux situé dans la section Keilaniemi du quartier de Otaniemi à Espoo en Finlande. 

## Description
L'édifice est conçu par Gullichsen Vormala Architectes.
La construction du HTC Keilaniemi par SRV-yhtiöt s'est achevée en 2009.
Le complexe abrite de nombreuses sociétés comme Gasgrid Finland ou Rovio Entertainment.